# Fernando de Casas Novoa
Fernando de Casas Novoa, oppure Casas y Novoa (Santiago di Compostela, 1670 – Santiago di Compostela, 25 novembre 1750), è stato un architetto spagnolo.

## Biografia

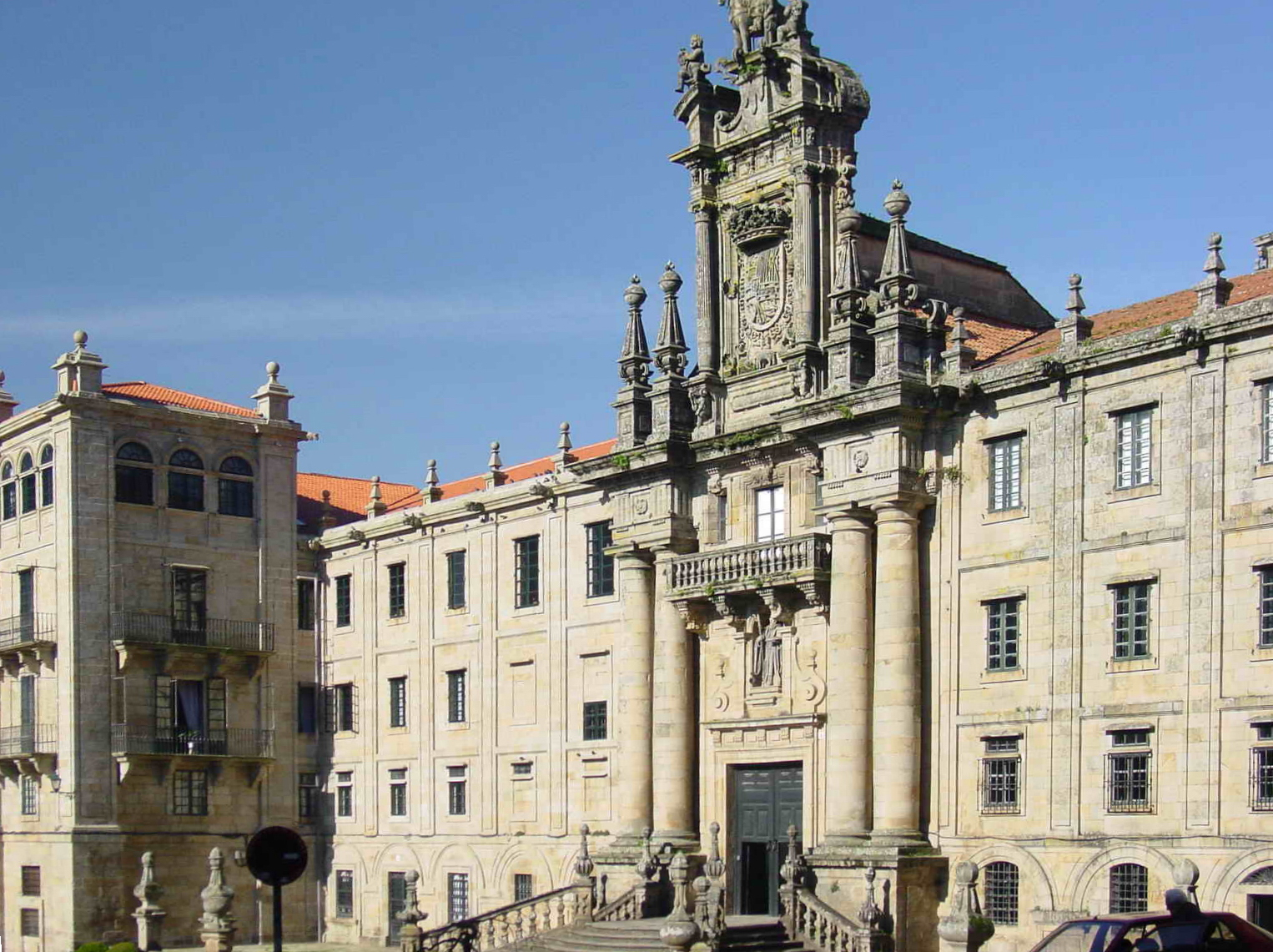
Vista dalla Plaza de Azabachería con la facciata della chiesa di San Martín Pinario

Fernando de Casas Novoa fu allievo di Domingo de Andrade e di Fray Gabriel Casas, rimanendone influenzato, soprattutto agli esordi, per la maniera decorativa: tra le opere di questa sua prima fase si ricorda il chiostro della cattedrale di Lugo (1711-1714), ispirato dai chiostri tardo-medioevali.
In questo lavoro adottò soluzioni classiciste, ispirate all'architettura del XVI secolo.
Dopo il 1726 si attivò anche all'interno della stessa cattedrale, eseguendo la cappella della Virgen de los Ojos Grandes.
Tra le attribuzioni si può menzionare il progetto dell'altare principale della chiesa di San Martin Pinario a Santiago, realizzato tra il 1730 e il 1733.
Il suo lavoro più importante risultò senza dubbio la facciata della cattedrale di Santiago di Compostela, detta Obradoiro, per la quale si impegnò dal 1738: applicata ad una chiesa romanica del XII secolo, essa, corrispondendo solo in parte allo spazio interno, costituisce un tipico esempio del tardo Barocco spagnolo, contraddistinto in modo singolare da una dinamica e vivace sovrapposizione  di molteplici motivi decorativi che fanno tutt'uno con la struttura architettonica, nella quale il verticalismo gotico si unisce alle forme barocche.

## Opere
- Chiostro della cattedrale di Lugo (1711-1714);
- Cappella della Virgen de los Ojos Grandes, Chiostro della cattedrale di Lugo (1726);
- Altare principale della chiesa di San Martin Pinario a Santiago di Compostela (1730-1733);
- Facciata della cattedrale di Santiago di Compostela (dal 1738).